# 圣雅各伯圣殿 (博洛尼亚)

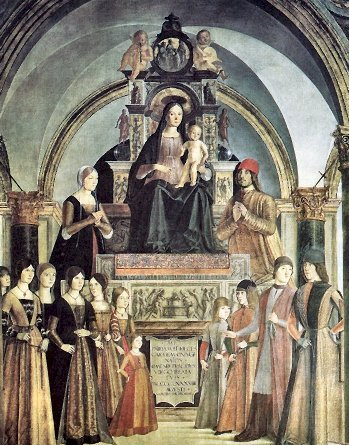
宝座上的圣母和本蒂沃格里奥家族

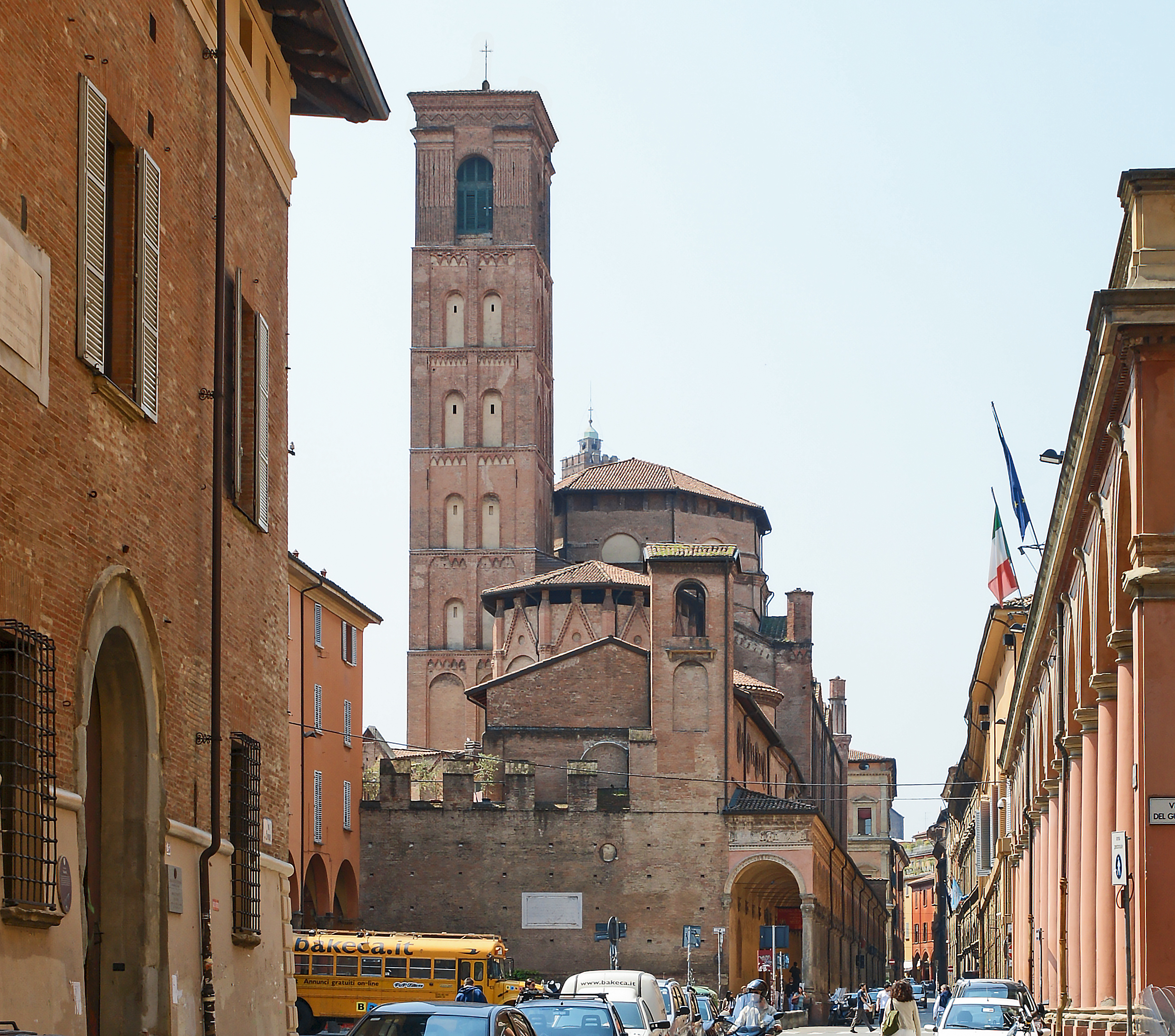
钟楼

圣雅各伯圣殿（Basilica di San Giacomo Maggiore）是一座罗马天主教宗座圣殿，位于意大利博洛尼亚的赞博尼街。它成立于1267年，为奥斯定会教堂。
教堂内35个小堂中，本蒂沃格里奥小堂（Cappella Bentivoglio）拥有令人惊叹的丰富的15世纪中期文艺复兴时期艺术作品。其中包括洛伦佐·科斯塔（Lorenzo Costa）的画作《宝座上的圣母和本蒂沃格里奥家族》（Madonna in trono e la famiglia Bentivoglio，1488年）。
与圣雅各伯圣殿的门廊毗邻，还有一座圣则济利亚堂（Oratorio di Santa Cecilia）。